# Liste der Naturschutzgebiete in der Stadt Cottbus
In der brandenburgischen Stadt Cottbus gibt es vier Naturschutzgebiete (Stand Februar 2017).
| Name des Gebietes                                               | Bild           | Kennung | WDPA   | Landkreis / Stadt                    | Beschreibung / Bemerkungen | Standort | Fläche in Hektar | Datum der Verordnung |
| --------------------------------------------------------------- | -------------- | ------- | ------ | ------------------------------------ | -------------------------- | -------- | ---------------- | -------------------- |
| Biotopverbund Spreeaue                                          | weitere Bilder | 1304    | 318200 | Stadt Cottbus, Landkreis Spree-Neiße |                            | Position | 633,9            | 25.06.2003           |
| Fuchsberg                                                       | weitere Bilder | 1465    | 163163 | Stadt Cottbus                        |                            | Position | 4,59             | 25.11.1992           |
| Peitzer Teiche mit dem Teichgebiet Bärenbrück und Laßzinswiesen | weitere Bilder | 1299    | 164983 | Stadt Cottbus, Landkreis Spree-Neiße |                            | Position | 1605,46          | 28.09.1990           |
| Schnepfenried                                                   | weitere Bilder | 1566    | 165450 | Stadt Cottbus                        |                            | Position | 40,12            | 20.12.1996           |